# Аннам

Флаг Аннама при императоре Бао Дай

Анна́м (вьет. An Nam, кит. 安南, Ань нань, «умиротворённый юг»), также Протекторат Аннам — невьетнамское наименование территории, занимавшей северную часть современной республики Вьетнам в период китайской колонизации («Аннам дохофу» (вьет. An Nam đô hộ phủ), 679—757 и 766—866) и самую узкую центральную часть современной республики Вьетнам в период французской колонизации Индокитая 1874—1949 годов.
ЭСБЕ и МЭСБЕ определял Аннам (Annam), или Анам, собственно Нган-нам (покой юга), с 1802 года носящий официальное название Виет-нам (блеск юга) как государство на восточном берегу Индокитайского полуострова (Индокитая), под французским протекторатом. Название Аннам употреблялось сначала в китайской, а затем преимущественно в европейской (в первую очередь французской) колониальной литературе. Современное вьетнамское название территории северного Вьетнама — Бакбо, а центрального Вьетнама — Чунгбо.

## История

### Китайский протекторат

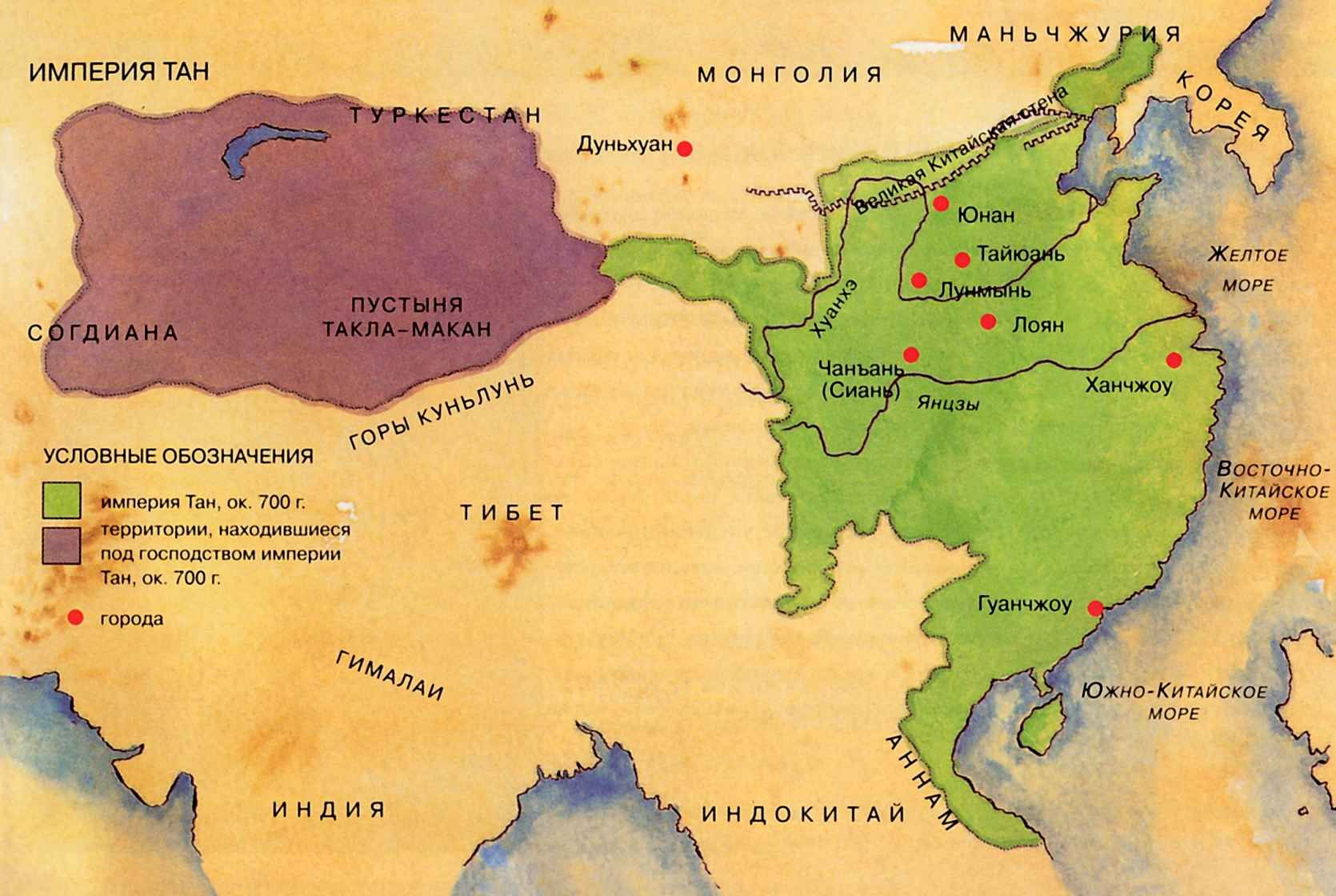
Аннам дохофу на юге империи Тан около 700 года

В 602 году объединившая весь Китай империя Суй начала войну против вьетского государства Вансуан. В 603 году вьетские войска были разбиты, Вансуан был вынужден признать власть Суй. Захваченная территория Вансуана называлась китайцами «Зяоти», затем «Зяотяу», а с 679 года — «Аннам дохофу» (кит. 安南都护府, Ань нань ду ху фу, «Наместничество умиротворённого юга», англ. Protectorate General to Pacify the South).

### Французский протекторат

Флаг Аннама при французах

Протекторат Аннам в составе Индокитайского Союза

В 1874 г. был провозглашён французский «протекторат Аннам», что позволило ему, как и северовьетнамскому французскому протекторату Тонкин сохранить марионеточное автохтонное правительство, которым руководила, под присмотром французских администраторов, династия Нгуен. При этом Аннам был выделен из вначале обширного региона «Кохинхина», который после этого сокращения территории получил статус французской колонии «Кохинхина», занимавшей Сайгон и дельту Меконга к югу. Столицей французского Аннама стал г. Хюэ.

#### Императоры французского Аннама из династии Нгуен
- Донг Кхань (1885—1888)
- Тхань Тхай (1888—1907)
- Зуи Тан (1907—1916)
- Кхай Динь (1916—1925)

### Южный Вьетнам
После нового разделения Вьетнама во второй половине XX века Южный Вьетнам включил в себя всю территорию бывшей французской Кохинхины, а также южную треть бывшего французского Аннама.